# Grigorij Rodčenkov
Grigorij Michajlovič Rodčenkov (in cirillico: Григорий Михайлович Родченков; trasl. angl.: Grigory Mikhailovich Rodchenkov; Mosca, Russia, 24 ottobre 1958) è un dirigente pubblico e chimico russo.
È stato direttore del laboratorio nazionale russo di antidoping, sospeso dall'Agenzia mondiale antidoping nel novembre 2015 per aver facilitato il programma di doping sponsorizzato dallo stato della Russia. Rodčenkov ha contribuito a sviluppare e distribuire sostanze vietate a migliaia di atleti olimpici russi dal 2005 al 2015.

## Biografia
Grigorij Michajlovič Rodčenkov è nato a Mosca nell'allora Unione Sovietica.
Nel 2005, Rodčenkov divenne direttore del Centro Antidoping, il laboratorio nazionale antidoping della Russia. Lui e sua sorella, la campionessa Marina Rodčenkova, furono indagati nel 2011 per il traffico di sostanze dopanti per gli atleti russi e le estorsioni per nascondere la positività dei test. Per evitare l'arresto, Rodčenkov tentò il suicidio e fu ricoverato in ospedale psichiatrico con un disturbo paranoide di personalità. Le accuse contro di lui furono cancellate da funzionari russi in cambio della sua collaborazione nel guidare il programma di doping della Russia per le Olimpiadi estive 2012 e le Olimpiadi invernali 2014 a Sochi. La sorella di Rodčenkov, fu condannata a un anno e mezzo di prigione. Rodčenkov sostiene che l'ordine di rilascio venisse direttamente dal Presidente russo Vladimir Putin.
Il giornalista britannico Nick Harris afferma di aver contattato il Comitato olimpico internazionale (CIO) con accuse sul laboratorio russo ad inizio luglio 2013. I funzionari WADA e membri del CIO hanno condotto due successive interviste a Rodčenkov il 26 marzo 2015 e il 30 giugno 2015, dove in entrambe le occasioni, ammise di aver distrutto intenzionalmente i 1 417 campioni al fine di limitare l'entità dell'audit della WADA e di ridurre qualsiasi potenziale analisi successiva da parte di un altro laboratorio accreditato WADA. Nel novembre 2015, il laboratorio è stato sospeso dalla WADA a seguito di un rapporto relativo al doping sponsorizzato dallo stato in Russia. A febbraio 2016, due ex direttori del centro, Vjačeslav Sinёv e Nikita Kamaev, sono morti misteriosamente. Temendo per la sua sicurezza, Rodčenkov fuggì negli Stati Uniti.
Rodčenkov parlò del doping alle Olimpiadi di Sochi con l'informatore Vitalij Stepanov, che registrò 15 ore di conversazioni a sua insaputa.
Rodčenkov fornì dettagli al New York Times, sostenendo che il Servizio di sicurezza federale (FSB) è stato coinvolto nella copertura di campioni di urine positivi ai test anti doping. Nel luglio 2016, il rapporto McLaren, un'indagine indipendente commissionata dalla WADA ha trovato prove corroboranti dopo aver condotto interviste a vari testimoni, revisionato migliaia di documenti, aver condotto analisi cibernetiche di dischi rigidi, analisi forensi di bottiglie di raccolta di campioni di urina e analisi di laboratorio di campioni di atleti individuali, con "altre prove diventano disponibili di giorno in giorno"
Il laboratorio di Mosca "operava sotto il controllo e il controllo dello Stato" e "il personale doveva essere parte del sistema diretto dallo Stato che consentiva agli atleti russi di competere mentre utilizzavano sostanze dopanti".
Il 9 dicembre 2016, McLaren ha pubblicato la seconda parte della sua relazione indipendente. Dall'indagine è emerso che dal 2011 al 2015, più di 1 000 atleti russi in vari sport (tra cui sport estivi, invernali e paraolimpici) hanno beneficiato della copertura dei risultati positivi delle analisi. Alcune e-mail trovate indicavano inoltre che cinque atleti cechi sarebbero  stati dati dei farmaci a loro insaputa, tra di loro anche un quindicenne.
Durante l'arbitrato tra Aleksandr Legkov e il Comitato Olimpico Internazionale (CIO), il CIO sostenne che "il resoconto degli eventi del Dr. Rodčenkov è veritiero e accurato", affermando:
- Poiché il Dr. Rodčenkov non è più in Russia, ora è in grado di parlare onestamente con meno paura delle conseguenze che se avesse scelto di descrivere i dettagli mentre era in Russia.
- Le dichiarazioni del Dr. Rodčenkov sono precise e chiare. Sono anche molto coerenti e contengono "nessuna contraddizione" tra i vari elementi del suo racconto.
- Il Dr. Rodčenkov ha fornito solo informazioni dettagliate su particolari atleti quando sembra avere informazioni specifiche relative a tali atleti. In molti casi, menziona semplicemente la presenza dell'atleta nella Duchess List e la conseguenza oggettiva di ciò, senza cercare di aggiungere dettagli specifici.
- In ogni occasione in cui sono disponibili altre prove, tali prove hanno "sistematicamente corroborato" il resoconto del Dr. Rodčenkov[15]

Attualmente fa parte del programma di protezione testimoni negli Stati Uniti d'America dopo le sue dichiarazioni a proposito delle azioni di copertura  che il governo russo avrebbe condotto riguardo alle sostanze stupefacenti assunte dagli atleti durante le olimpiadi, creando di fatto un doping di stato.

## Reazioni alle rivelazioni
Dopo le Olimpiadi invernali 2014 a Sochi, il presidente russo Vladimir Putin ha assegnato a Rodčenkov l'onorificenza russa Ordine dell'Amicizia. Nel 2016, dopo che le accuse di doping furono ampiamente riportate, Putin chiamò Rodčenkov un "uomo con una reputazione scandalosa".
Il rapporto McLaren affermava che Rodčenkov era "parte integrante della cospirazione per estorcere denaro agli atleti al fine di coprire i risultati positivi dei test antidoping".
Il 5 dicembre 2017 è stato annunciato che la Russia sarebbe stata bandita dalle Olimpiadi invernali del 2018.

### In Russia
Il ministro dello sport Pavel Kolobkov attraverso l'agenzia di stampa russa (TASS) riferì che il comitato investigativo non ha trovato prove a sostegno dello stato di un sistema di doping. Lo stesso comitato chiese l'estradizione di Rodčenkov dagli Stati Uniti. Nonostante le affermazioni dei funzionari russi sul fatto che non esisteva alcun sistema, "le prove empiriche dicono totalmente in contrario", disse Dick Pound, membro del CIO, aggiungendo: "penso che ciò che stiamo vedendo sulla stampa russa sia per il consumo interno".

## Icarus
Rodčenkov e le sue connessioni con il doping russo sono state oggetto del documentario Netflix del 2017 Icarus, vincitore del premio Oscar come miglior documentario nel 2018.